# Vlatko Ilievski
Vlatko Ilievski (en macédonien : Влатко Илиевски), né le 2 juillet 1985 à Skopje (République socialiste de Macédoine, Yougoslavie) et mort le 6 juillet 2018 dans la même ville (Macédoine), est un chanteur macédonien.
Il a représenté la Macédoine du Nord au Concours Eurovision de la chanson 2011.

## Albums
- Со други зборови (En d'autres mots)